# Pterophorus malacodactylus
Pterophorus malacodactylus is een vlinder uit de familie vedermotten (Pterophoridae). De wetenschappelijke naam van de soort is voor het eerst geldig gepubliceerd in 1847 door Philipp Christoph Zeller.